# بخش پارتنه
بخش پارتنه (به فرانسوی: Arrondissement de Parthenay) یک بخش در فرانسه است که در دو-سور واقع شده‌است.